# Mariam Elbeialy
Mariam Osama Elbeialy, née le 18 avril 2001 au Caire, est une trampoliniste égyptienne.

## Carrière
Mariam Elbeialy remporte la médaille d'argent en trampoline individuel aux Championnats d'Afrique de trampoline 2021 au Caire.
Elle est médaillée d'argent en individuel aux Championnats d'Afrique 2023 à Marrakech.